# 업무 분업 구조

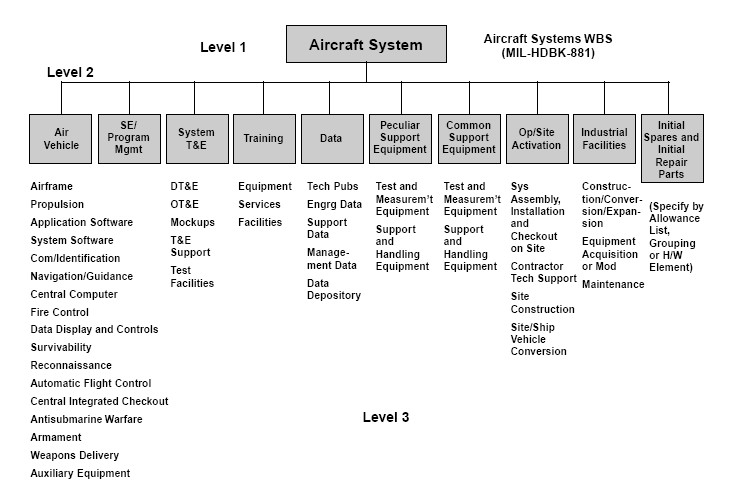
MIL-HDBK-881의 예. 일반적인 항공기 시스템의 처음 3단계를 묘사한 것.

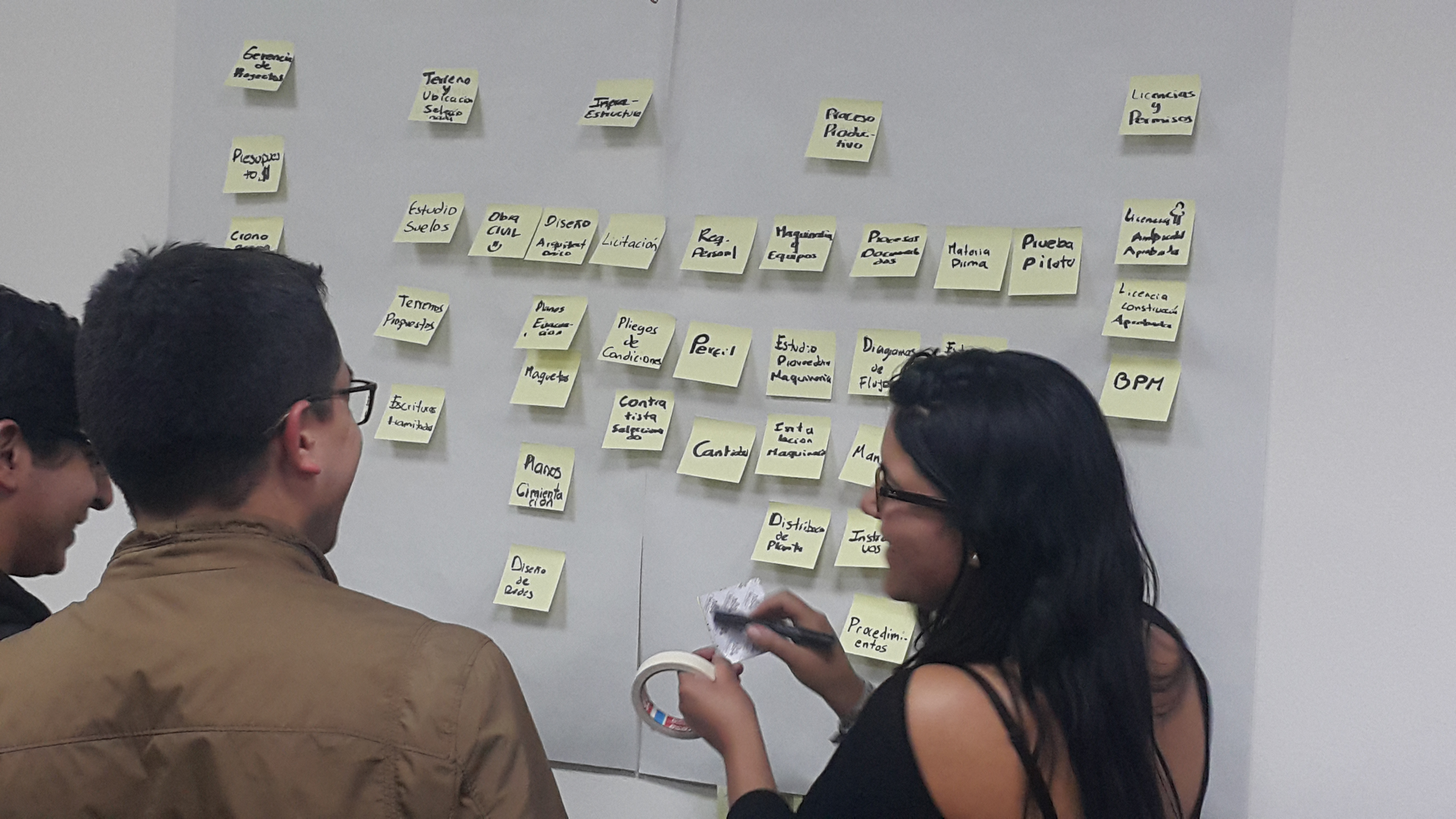
프로젝트 WBS에 작업 중인 모습

업무 분업 구조(work-breakdown structure, WBS), 작업 분해 구조, 작업 분류 체계, 작업 분할 구조, 작업 분할 구도는 프로젝트 관리와 시스템 공학 분야에서 프로젝트의 더 작은 요소로 분해시킨 딜리버러블 지향 분업 구조이다. 업무 분업 구조는 팀의 작업을 관리 가능한 부분들로 조직화해놓은 주된 제품 딜리버러블이다. 프로젝트 관리 지식 체계 (PMBOK 5)는 업무 분업 구조를 "프로젝트 팀이 프로젝트 목표를 달성하고 필요한 딜리버러블을 만들기 위한 총 업무 범위의 계층적 분해"로 정의한다.
업무 분업 구조 요소는 상품, 데이터, 서비스, 또 이들 간의 어떠한 결합이 될 수 있다. WBS는 또한 스케줄 개발 및 통제를 위한 지침 제공과 더불어 세세한 비용 예측 및 통제에 필요한 프레임워크를 제공한다.

## 역사
업무 분업 구조의 개념은 미국 국방부(DoD)에 의해 퍼트(PERT)와 함께 개발되었다. 퍼트는 1957년 폴라리스 미사일 프로그램의 개발을 지원하기 위해 미국 해군에 의해 도입되었다.

## 같이 보기
- 구조도

## 추가 문헌
- Carl L. Pritchard. Nuts and Bolts Series 1: How to Build a Work Breakdown Structure ISBN 1-890367-12-5
- Project Management Institute. Project Management Institute Practice Standard for Work Breakdown Structures, Second Edition (2006) ISBN 1-933890-13-4 (Note: The Second Edition is an extensive re-write of the Practice Standard.)
- Gregory T. Haugan. Effective Work Breakdown Structures (The Project Management Essential Library Series) ISBN 1-56726-135-3
- Dennis P. Miller, PMP, "Building Your Project Work Breakdown Structure -- Visualizing Your Objectives, Deliverables, Activities and Schedule". ISBN 1-42006969-1 (Note: This new book is essentially a facilitator's guide for planning a project based on the WBS.)